# Baklanova Muraviika, Kulîkivka
Baklanova Muraviika (în ucraineană Бакланова Муравійка) este o comună în raionul Kulîkivka, regiunea Cernihiv, Ucraina, formată numai din satul de reședință.

## Demografie
Componența lingvistică a comunei Baklanova Muraviika
     Ucraineană (97,52%)
     Rusă (1,86%)
     Alte limbi (0,47%)
Conform recensământului din 2001, majoritatea populației comunei Baklanova Muraviika era vorbitoare de ucraineană (97,52%), existând în minoritate și vorbitori de rusă (1,86%).